# 마이 페이버릿 스파이 (1951년 영화)
마이 페이버릿 스파이(My Favorite Spy)는 미국에서 제작된 노먼 Z. 맥레오드 감독의 1951년 코미디, 범죄, 멜로/로맨스 영화이다. 밥 호프 등이 주연으로 출연하였고 폴 존스 등이 제작에 참여하였다.
1951년 1월 말부터 4월 초까지 제작되었다.

## 출연

### 주연
- 밥 호프
- 헤디 라머

### 조연
- 프란시스 L. 설리번
- 아놀드 모스
- 존 아처
- 루이스 밴 루튼
- 스티븐 체이스
- 모리스 안크럼
- 안젤라 클락
- 아이리스 애드리언
- 프랭크 파이른
- 마이크 마주키
- 마크 로렌스
- 랠프 스밀리
- 조셉 비탈
- 네스토 파이바
- 도로시 애봇
- 마이클 안사라
- 리 베넷
- 스탠리 브리스톤
- 유진 보든
- 로이 버틀러
- 랠프 버드
- 수 케이시
- 잭 체페
- 체스터 콘클린
- 델마 코스텔로
- 세이르 디어링
- 장 드 브리악
- 지미 던디
- 빌리 잉글
- 프리츠 펠드
- 스티븐 거레이
- 아트 길모어
- 메리 엘렌 글리슨
- 프랭크 해그니
- 바비 홀
- 페페 헌
- 샤롯 헌터
- 제리 제임스
- 조지 린
- 마이크 마호니
- 행크 만
- 알폰스 마르텔
- 패티 맥케이
- 토븐 메이어
- 릴리언 모리에리
- 랠프 몽고메리
- 팻 모런
- 알베르토 모린
- 메리 머피
- 하워드 네글리
- 폴 뉴랜
- 잭 펩퍼
- 수잔 리지웨이
- 로이 로버츠
- 케시 로저스
- 마이클 로스
- 랠프 샌포드
- 노버트 쉴러
- 롤프 세던
- 에디스 쉬츠
- 이반 트리에졸트
- 펠리페 터리치
- 로얄 언더우드
- 크레인 휘틀리
- 듀크 요크

## 제작진
- 각색: 에드먼드 벨로인
- 세트: 그레이스 그레고리
- 세트: 샘 코머
- 의상: 에디스 헤드
- 대사: 할 캔터